# Мискин
Мискин (узб. Miskin / Мискин) — посёлок городского типа в Турткульском районе Каракалпакстана, Республики Узбекистан.
Статус посёлка городского типа с 2009 года.